# Ringamala
La ringamala (en suédois : ringamåla) est une race bovine suédoise. 

## Origine
Elle appartient au rameau des races nordiques. C'est une race ancienne directement issue des populations élevées par les Vikings. Elle provient du village de Ringamåla dans la province de Blekinge où une population originale était élevée en autarcie depuis plusieurs décennies. Elle ressemble à la pie rouge de Suède des années 1940, avant les croisements qui ont amélioré sa production. En 1993, des mesures ont été prises pour assurer la pérennité de la race avec l'ouverture d'un livre généalogique. En 1997, 57 vaches et 29 taureaux étaient répertoriés. En plus de sa préservation, elle intéresse les éleveurs de pie rouge de Suède: la ringamala pourrait servir de banque de gène pour réintroduire des gènes « suédois » dans la pie rouge, dès que les effectifs le permettront. On peut observer des individus de cette race dans la réserve naturelle de Bokö.

## Morphologie
Elle porte une robe pie rouge. Ses muqueuses sont couleur chair et elle porte des cornes relevées en croissant court. La vache pèse 500 kg et le taureau 750 kg.

## Aptitudes
C'est une race classée laitière. Son lait est riche. Elle est bien adaptée au climat froid. Son rôle économique est secondaire, sa préservation étant le but essentiel de l'élevage. Outre son lait, elle est utilisée pour le maintien de l'espace rural.